# Papoeagrasvogel
De papoeagrasvogel (Cincloramphus macrurus) is een zangvogel uit de familie Locustellidae.

## Verspreiding en leefgebied
Deze soort komt voor op Nieuw-Guinea en de Bismarck-archipel en telt vijf ondersoorten:
- M. m. stresemanni: noordwestelijk Nieuw-Guinea.
- M. m. macrurus: lager gelegen delen van zuidelijk, centraal en zuidoostelijk Nieuw-Guinea.
- M. m. harterti: noordoostelijk Nieuw-Guinea.
- M. m. alpinus: hoger gelegen delen van westelijk-centraal en centraal Nieuw-Guinea.
- M. m. interscapularis: Bismarck-archipel.

## Status
De grootte van de populatie is niet gekwantificeerd maar er is geen aanleiding om te veronderstellen dat de soort achteruitgaat. Op de Rode lijst van de IUCN heeft deze soort de status niet bedreigd.